# IC 3751
IC 3751 ist eine irreguläre Galaxie vom Hubble-Typ Irr im Sternbild Jagdhunde am Nordsternhimmel. Sie ist schätzungsweise 704 Millionen Lichtjahre von der Milchstraße entfernt.
Das Objekt wurde am 21. März 1903 von Max Wolf entdeckt.